# Lierne
Lierne er en kommune i Trøndelag fylke i Norge. Den ligger langs grænsen til Sverige, og er den arealmæssigt største kommune i Trøndelag. Kommunen blev dannet i 1964 ved en sammenlægning af de to kommuner, Nordli og Sørli.
Lierne har tidligere været  kendt for bjørnene. Selv om Liernes bjørnebestand er lav i forhold til bestanden i f.eks. dele af Sverige, er bjørnene et problem for bønder med fårehold. 
Langrendsløbet Flygtningerendet, fra Lierne til Sverige, afholdes hvert år. Det er et løb som følger den løjpe flygtningene fra Norge til Sverige, brugte under 2. verdenskrig.

## Natur
I kommunen ligger den 333. km² store Lierne nationalpark, og en del af Blåfjella-Skjækerfjella nationalpark der begge blev oprettet i 1964. Lierne regnes som det sted i Norge hvor arten rødgran først blev etableret, formentlig omkring år 500-400 f.Kr. Herfra spredte den sig så videre nordover og sydover til store dele af landet. Rødgran er i dag landets mest dominerende træart.
- Bjørkvatnet
- Gusvatnet
- Stortissvatnet
- Ulen

## Tusenårssted
Kommunens tusenårssted er Sørli museum. Det har i løbet af årene siden 2000 blevet et flot anlæg med blandt andet gårdstun, sæter og skovbebyggelser. Her findes også en friluftsscene med plads til omkring 300 tilskuere. Totalt er der 16 bygninger på området.